# Saint-Maurice-de-Rémens
Saint-Maurice-de-Rémens település Franciaországban, Ain megyében. Lakosainak száma 758 fő (2022. január 1.). Saint-Maurice-de-Rémens Château-Gaillard, Châtillon-la-Palud, Chazey-sur-Ain, Leyment, Villette-sur-Ain és Villieu-Loyes-Mollon községekkel határos.

## Népesség
A település népessége az elmúlt években az alábbi módon változott:
| Lakosok száma | 441  | 428  | 613  | 664  | 734  | 754  | 756  | 760  | 762  | 758  |
|               | 1968 | 1982 | 1990 | 2006 | 2013 | 2015 | 2017 | 2019 | 2020 | 2022 |